# Saint-Étienne-le-Laus
Pour les articles homonymes, voir Laus et Saint-Étienne (homonymie).
Saint-Étienne-le-Laus [sɛ̃t‿etjɛn lə lo] est une commune française située dans le département des Hautes-Alpes, en région Provence-Alpes-Côte d'Azur.

## Géographie

### Localisation
Saint-Étienne-le-Laus est à 9,2 kilomètres au sud-est de Gap et à 5,7 kilomètres au sud-ouest de La Bâtie-Neuve, chef-lieu du canton.

### Géologie et relief
Saint-Étienne-le-Laus est bâtie autour de la rivière l'Avance, rivière torrentielle, affluent de la Durance.
La vallée est constituée de gypse, ce qui explique la présence de plâtrières.

### Climat
Pour des articles plus généraux, voir Climat de Provence-Alpes-Côte d'Azur et Climat des Hautes-Alpes.
En 2010, le climat de la commune est de type climat méditerranéen altéré, selon une étude du Centre national de la recherche scientifique s'appuyant sur une série de données couvrant la période 1971-2000. En 2020, Météo-France publie une typologie des climats de la France métropolitaine dans laquelle la commune est exposée à un climat de montagne ou de marges de montagne et est dans la région climatique Alpes du sud, caractérisée par une pluviométrie annuelle de 850 à 1 000 mm, minimale en été.
Pour la période 1971-2000, la température annuelle moyenne est de 10 °C, avec une amplitude thermique annuelle de 18 °C. Le cumul annuel moyen de précipitations est de 1 000 mm, avec 7,5 jours de précipitations en janvier et 5,5 jours en juillet. Pour la période 1991-2020, la température moyenne annuelle observée sur la station météorologique de Météo-France la plus proche, « Gap », sur la commune de Gap à 9 km à vol d'oiseau, est de 11,5 °C et le cumul annuel moyen de précipitations est de 863,3 mm. 
La température maximale relevée sur cette station est de 38,2 °C, atteinte le 23 août 2023 ; la température minimale est de −15,3 °C, atteinte le 5 février 2012,,.
Les paramètres climatiques de la commune ont été estimés pour le milieu du siècle (2041-2070) selon différents scénarios d'émission de gaz à effet de serre à partir des nouvelles projections climatiques de référence DRIAS-2020. Ils sont consultables sur un site dédié publié par Météo-France en novembre 2022.

### Voies de communication et transports
L'aérodrome le plus proche est celui de Gap-Tallard à 11 kilomètres.

## Urbanisme

### Typologie
Au 1er janvier 2024, Saint-Étienne-le-Laus est catégorisée commune rurale à habitat dispersé, selon la nouvelle grille communale de densité à 7 niveaux définie par l'Insee en 2022.
Elle est située hors unité urbaine. Par ailleurs la commune fait partie de l'aire d'attraction de Gap, dont elle est une commune de la couronne,. Cette aire, qui regroupe 73 communes, est catégorisée dans les aires de 50 000 à moins de 200 000 habitants,.

### Occupation des sols
L'occupation des sols de la commune, telle qu'elle ressort de la base de données européenne d’occupation biophysique des sols Corine Land Cover (CLC), est marquée par l'importance des forêts et milieux semi-naturels (59,3 % en 2018), une proportion identique à celle de 1990 (59,3 %). La répartition détaillée en 2018 est la suivante : 
forêts (50,9 %), zones agricoles hétérogènes (23,3 %), terres arables (17,4 %), espaces ouverts, sans ou avec peu de végétation (4,8 %), milieux à végétation arbustive et/ou herbacée (3,6 %).
L'évolution de l’occupation des sols de la commune et de ses infrastructures peut être observée sur les différentes représentations cartographiques du territoire : la carte de Cassini (XVIIIe siècle), la carte d'état-major (1820-1866) et les cartes ou photos aériennes de l'IGN pour la période actuelle (1950 à aujourd'hui).

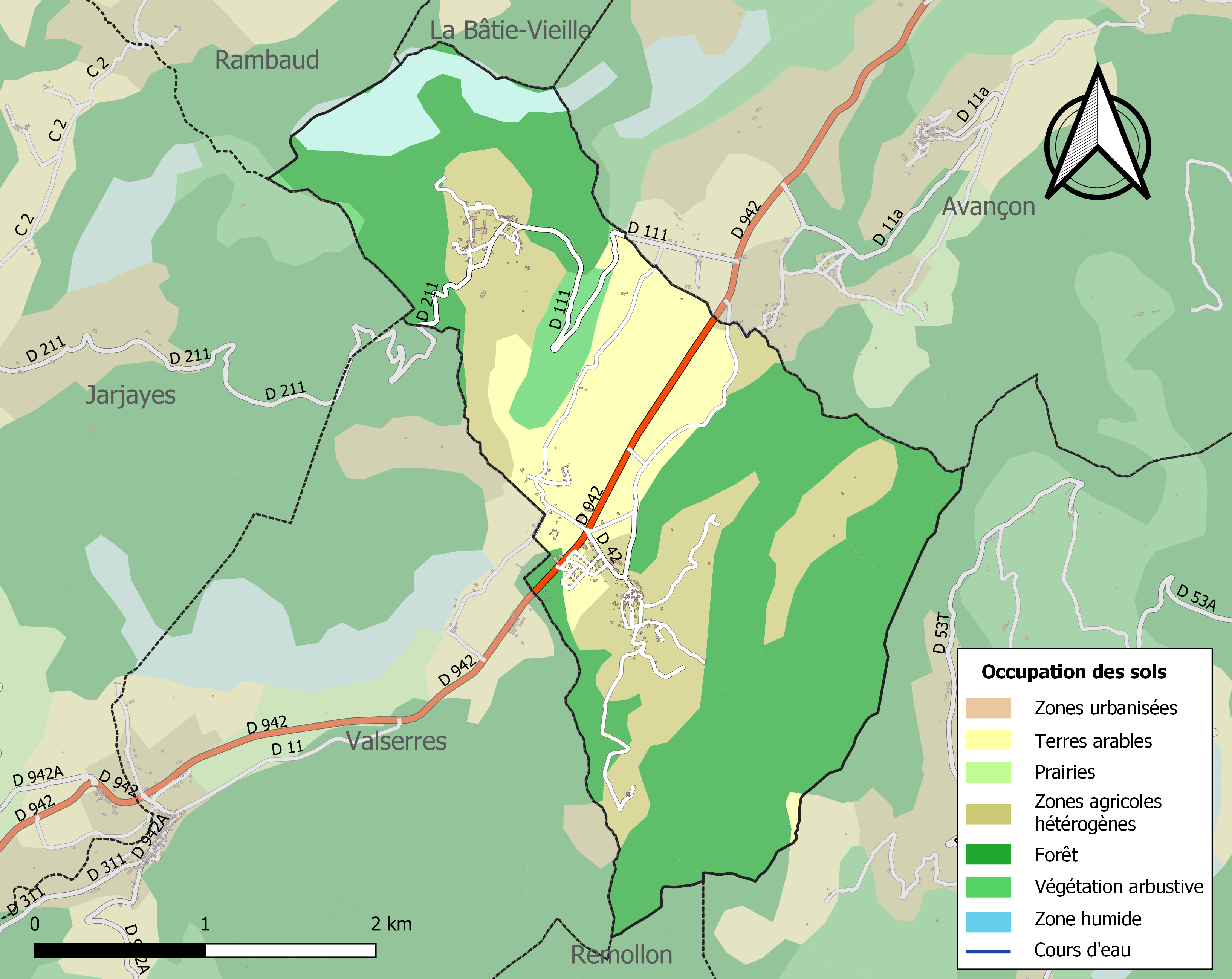
Carte de l'occupation des sols de la commune en 2018 (CLC).

### Morphologie urbaine
Le hameau de Notre-Dame du Laus appartient administrativement à la commune de Saint-Étienne-le-Laus.

## Toponymie
Saint-Étienne-le-Laus s'appelait précédemment Saint-Étienne d'Avançon, ce qui rappelait son appartenance à la baronnie d'Avançon, Sanctus Stéphanus de Avanzon en 1245 dans le cartulaire du monastère de Durbon, Locus de Sancto Stephano en 1334 dans le cartulaire de Valbonne.
Sant-Estienne-lo-Laus en occitan.
La paroisse est placée sous la protection de saint Étienne.
Le mot laus est un mot provençal alpin qui signifie « lac », du latin lacus. On le rencontre également sous la forme laux, notamment dans l'appellation les Sept Laux : lieu-dit où se trouvent sept petits lacs alpins (La Ferrière, Belledonne, Isère). Il se prononce laux.
Saint-Étienne-le-Laus est située dans le fertile vallon du Laus, un lac aujourd'hui asséché.
Le changement de nom date de 1914 en souvenir des événements qui se déroulèrent au Laus entre 1664 et 1718.

## Histoire
La paroisse, dédiée au martyr saint Étienne, existait déjà sous ce vocable au XIIIe siècle.
Vers 1380, existait à Saint-Étienne-d'Avançon un prieuré qui rapportait 20 florins. Il fut uni à la cure avant 1516 et le curé prit le titre de prieur-curé. L'archevêque était collateur de la cure et partageait la dîme avec l'abbé de Boscodon et le prieur-curé.
En 1664 une bergère, Benoîte Rencurel, eut des visions et des entretiens avec la Vierge, qui lui ordonna de faire élever une église en son honneur au hameau du Laus, sur l'emplacement d'un petit oratoire construit en 1640, sous le titre de Notre-Dame-de-Bon-Rencontre. Mgr Georges d'Aubusson de la Feuillade, archevêque d'Embrun, fit commencer la construction de cette église en 1668 et y fonda un couvent où il établit les jésuites. Son successeur, Mgr Charles Brûlart de Genlis, la fit terminer et plaça en 1712 cette maison sous la direction des missionnaires de Notre-Dame-de-Sainte-Garde. Ce lieu fut très rapidement le but d'un pèlerinage très fréquenté.

## Politique et administration

### Administration municipale
Le conseil municipal comprend onze membres.

### Liste des maires
| Période                                  | Période                       | Identité               | Étiquette | Qualité |
| ---------------------------------------- | ----------------------------- | ---------------------- | --------- | --- |
| Les données manquantes sont à compléter. |                               |                        |           | |
| 1929                                     | 1983                          | Jean Aubin             | MRP-UC    | Agriculteur Député (1951-1955) Sénateur (1968-1971) Conseiller général du canton de La Bâtie-Neuve (1945-1985) |
| 1996                                     | 28 mars 2014                  | Gaston Disdier         | DVD       | Retraité |
| 28 mars 2014                             | 25 septembre 2015 (démission) | Michel Rambaud         | SE        | Retraité |
| décembre 2015                            | juillet 2020                  | Dominique Bonjour      |           | Retraité |
| juillet 2020                             | En cours                      | Jean-François Estachy, |           | Agriculteur sur moyenne exploitation                                                                           |

### Intercommunalité
Saint-Étienne-le-Laus fait partie:
- de 2000 à 2017, de la communauté de communes de la vallée de l'Avance ;
- à partir du 1er janvier 2017, de la communauté de communes Serre-Ponçon Val d'Avance[22].

## Population et société

### Démographie
L'évolution du nombre d'habitants est connue à travers les recensements de la population effectués dans la commune depuis 1793. Pour les communes de moins de 10 000 habitants, une enquête de recensement portant sur toute la population est réalisée tous les cinq ans, les populations de référence des années intermédiaires étant quant à elles estimées par interpolation ou extrapolation. Pour la commune, le premier recensement exhaustif entrant dans le cadre du nouveau dispositif a été réalisé en 2006.

En 2022, la commune comptait 335 habitants, en évolution de +16,32 % par rapport à 2016 (Hautes-Alpes : +0,4 %, France hors Mayotte : +2,11 %).
| 1793 | 1800 | 1806 | 1821 | 1831 | 1836 | 1841 | 1846 | 1851 |
| ---- | ---- | ---- | ---- | ---- | ---- | ---- | ---- | ---- |
| 242  | 241  | 260  | 266  | 298  | 302  | 309  | 331  | 319  |

| 1856 | 1861 | 1866 | 1872 | 1876 | 1881 | 1886 | 1891 | 1896 |
| ---- | ---- | ---- | ---- | ---- | ---- | ---- | ---- | ---- |
| 320  | 316  | 337  | 329  | 325  | 327  | 325  | 232  | 240  |

| 1901 | 1906 | 1911 | 1921 | 1926 | 1931 | 1936 | 1946 | 1954 |
| ---- | ---- | ---- | ---- | ---- | ---- | ---- | ---- | ---- |
| 226  | 235  | 213  | 209  | 196  | 262  | 249  | 205  | 221  |

| 1962 | 1968 | 1975 | 1982 | 1990 | 1999 | 2006 | 2011 | 2016 |
| ---- | ---- | ---- | ---- | ---- | ---- | ---- | ---- | ---- |
| 155  | 153  | 157  | 149  | 177  | 215  | 276  | 303  | 288  |

| 2021 | 2022 | - | - | - | - | - | - | - |
| ---- | ---- | - | - | - | - | - | - | - |
| 318  | 335  | - | - | - | - | - | - | - |

### Enseignement
Saint-Étienne-le-Laus est située dans l'académie de Gap.
La ville administre une école maternelle et une école élémentaire communales.

## Culture locale et patrimoine

### Lieux et monuments

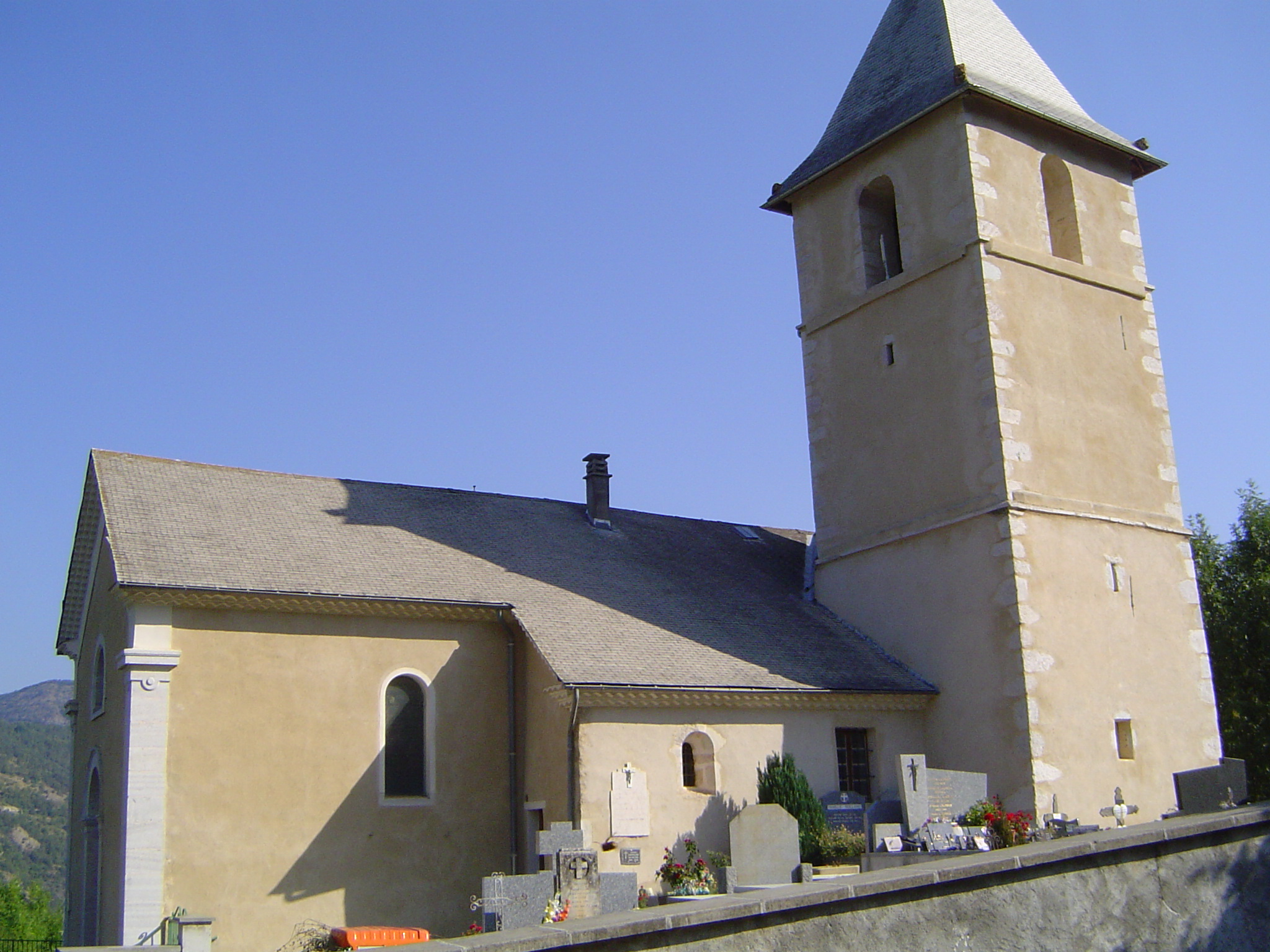
L'église Saint-Étienne.

- Église paroissiale Saint-Étienne de Saint-Étienne-le-Laus : c'est dans cette église que Benoîte Rencurel a été baptisée le 17 septembre 1647.
- Maison natale de Benoîte Rencurel.
- Sanctuaire de Notre-Dame du Laus. Au XVIIe siècle, une jeune paysanne de la commune, Benoîte Rencurel, est le témoin d'apparitions répétées de la Vierge Marie. Dès 1664, puis pendant plus de cinquante ans, elle s'entretient avec « Dame Marie », qui lui demande d'édifier une chapelle dans un vallon des environs, où les pèlerins pourront venir expérimenter la miséricorde de Dieu. Très vite, les foules de tout le Sud-Est de la France se déplacent vers le vallon ; le lieu-dit prend le nom de Notre-Dame du Laus. Depuis lors, la chapelle est le but d’un pèlerinage fréquenté. Outre la basilique, qui enchâsse le premier oratoire construit sur les instructions de Benoîte Rencurel, on trouve, dans les environs des bâtiments des sanctuaires, plusieurs chapelles et oratoires qui rappellent les lieux et moments qui ont marqué les 53 années d'apparitions de la Vierge à la voyante[17].
- Les marnes noires à dos d'éléphant.
- Chapelle des Fours de Saint-Étienne-le-Laus.
- Chapelle du Précieux-Sang de Sanctuaire du Laus.
- Chapelle de Gyquières.
- Chapelle Notre-Dame du Laus.
- Basilique Notre-Dame-du-Laus.

### Personnalités liées à la commune
- Benoîte Rencurel (1647-1718), bergère à qui la Vierge est apparue pendant plus de 50 ans.

### Héraldique
| Blason de Saint-Étienne-le-Laus | Blason  | De gueules aux trois chevrons d'argent, au chef cousu d'azur chargé d'une croix aussi d'argent. |
| Blason de Saint-Étienne-le-Laus | Détails | Le statut officiel du blason reste à déterminer.                                                |